# Ganzhou
Ganzhou (chiń. 赣州; pinyin Gànzhōu) – miasto o statusie prefektury miejskiej w południowo-wschodnich Chinach, w prowincji Jiangxi, nad rzeką Gan Jiang. W 2010 roku liczba mieszkańców miasta wynosiła 267 242. Prefektura miejska w 1999 roku liczyła 15 191 773 mieszkańców. Ośrodek rzemiosła artystycznego oraz przemysłu maszynowego, chemicznego, cementowego i papierniczego. W pobliżu miasta znajduje się port lotniczy Ganzhou-Huangjin.

## Miasta partnerskie
- McAllen, Stany Zjednoczone
- Roissy-en-France, Francja
- Freetown, Sierra Leone
- Brunswick, Stany Zjednoczone